# The Window of Dreams
The Window of Dreams è un cortometraggio muto del 1916 diretto da Howard M. Mitchell. Il film, prodotto dalla Thanhouser Film Corporation e distribuito dalla Mutual Film, uscì nelle sale il 15 giugno 1916. Fu il debutto cinematografico per la ventenne Betty Lawson che in seguito William Fox avrebbe tentato di lanciare come la seconda Mary Pickford.

## Produzione
Il film fu prodotto dalla Thanhouser Film Corporation.

## Distribuzione
Distribuito dalla Mutual, il film - un cortometraggio di tre bobine - uscì nelle sale cinematografiche statunitensi il 15 giugno 1916.